# Daphnia coronata
Daphnia coronata là một loài động vật giáp xác thuộc họ Daphniidae. Đây là loài đặc hữu của Nam Phi.